# Шульган Мар’ян
Мар’ян Шульган (псевдо: «Білоус», «Лисай»; 1910 (1911),  м. Угнів, Сокальський район, Львівська область — 11 квітня 1951, біля с. Рокети, Кам'янка-Бузький район, Львівська область ) — український військовик, хорунжий УПА, командир ТВ-15 «Яструб», окружний провідник ОУН Сокальщини.

## Життєпис
Керівник зв’язку куреня “Галайди” (03–04.1944), начальник відділу зв’язку ВШВО (05–10.1944) і начальник ІІ відділу розвідки ВШВО (10.1944 – весна 1945). 
Протягом липня - вересня 1945 року командир ТВ-15 «Яструб». Звільнений з УПА 1 жовтня 1945 року.
Займав посади надрайонного провідника ОУН Жовківщини (1946–1950), а згодом окружного провідника ОУН Сокальщини (літо 1949 – 4.1951). 
Загинув у бою 11 квітня 1951 року при виявленні криївки.
Старший булавний (1.12.1944), хорунжий (31.08.1945).